# Lasse Nielsen (futbolista nacido en 1988)
Lasse Nielsen (Aalborg, 8 de enero de 1988) es un futbolista danés que juega en la demarcación de defensa para el Vejle Boldklub de la Superliga de Dinamarca.

## Selección nacional
Tras jugar en la selección de fútbol sub-19 de Dinamarca, la sub-20 y la sub-21, finalmente hizo su debut con la selección absoluta el 15 de agosto de 2012 en un partido contra Eslovaquia que finalizó con un resultado de 1-3 a favor del combinado eslovaco tras los goles de Tobias Mikkelsen para Dinamarca, y de Martin Jakubko, Marek Hamšík, y Ľubomír Guldan para Eslovaquia.

## Clubes
| Club           | País         | Año       | Partidos | Goles |
| -------------- | ------------ | --------- | -------- | ----- |
| Aalborg BK     | Dinamarca    | 2006-2014 | 170      | 10    |
| NEC Nijmegen   | Países Bajos | 2014      | 14       | 1     |
| K. A. A. Gante | Bélgica      | 2014-2017 | 110      | 2     |
| Malmö FF       | Suecia       | 2017-2023 | 220      | 6     |
| Göztepe S. K.  | Turquía      | 2023-2025 | 53       | 2     |
| Vejle Boldklub | Dinamarca    | 2025-     |          |       |

## Palmarés

### Campeonatos nacionales
| Título                      | Club           | País      | Año  |
| --------------------------- | -------------- | --------- | ---- |
| Superliga de Dinamarca      | Aalborg BK     | Dinamarca | 2014 |
| Copa de Dinamarca           | Aalborg BK     | Dinamarca | 2014 |
| Primera División de Bélgica | K. A. A. Gante | Bélgica   | 2015 |
| Supercopa de Bélgica        | K. A. A. Gante | Bélgica   | 2015 |
| Allsvenskan                 | Malmö FF       | Suecia    | 2017 |
| Allsvenskan                 | Malmö FF       | Suecia    | 2020 |
| Allsvenskan                 | Malmö FF       | Suecia    | 2021 |
| Copa de Suecia              | Malmö FF       | Suecia    | 2022 |